# Egberto Gismonti
Egberto Gismonti (Carmo, 5 de diciembre de 1947) es un compositor, pianista, guitarrista y multinstrumentista brasileño cuyo estilo abarca diversos estilos musicales que transitan desde la música popular brasileña, al jazz y la música académica. Poseedor de una extraordinaria técnica y de un estilo propio, es también reconocido como un eximio e innovador pianista y guitarrista.

## Biografía

### Inicios

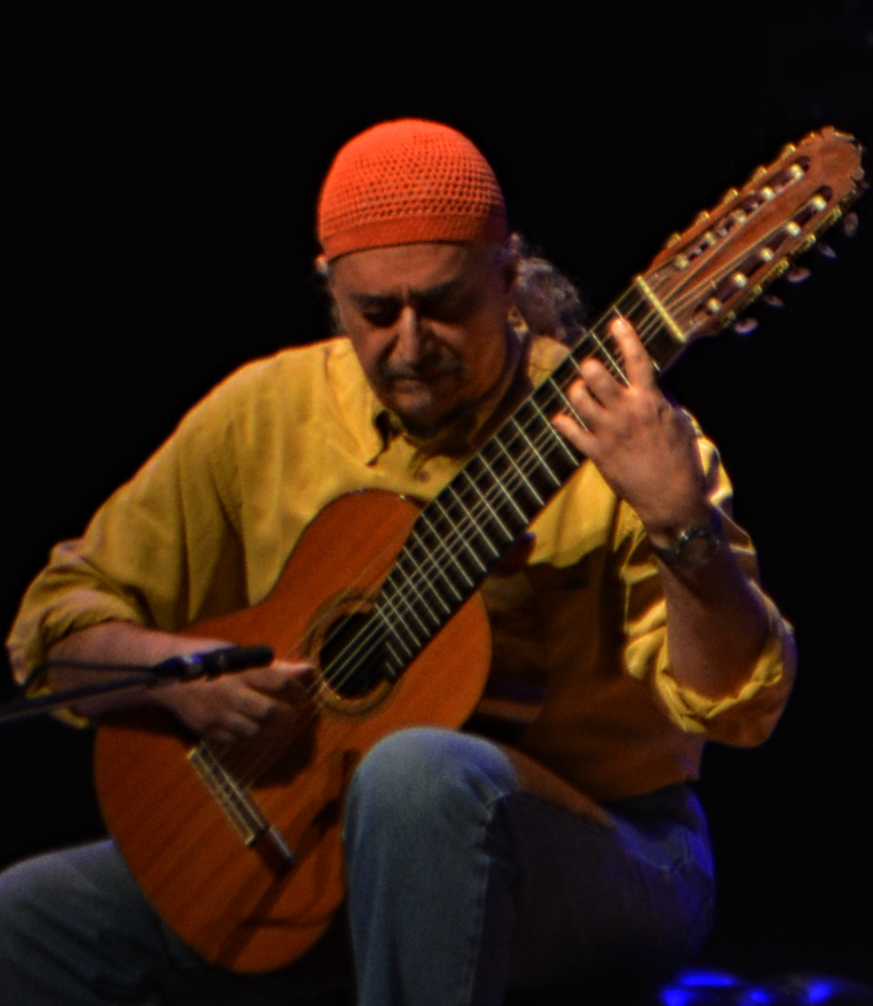
Egberto Gismonti en 2017

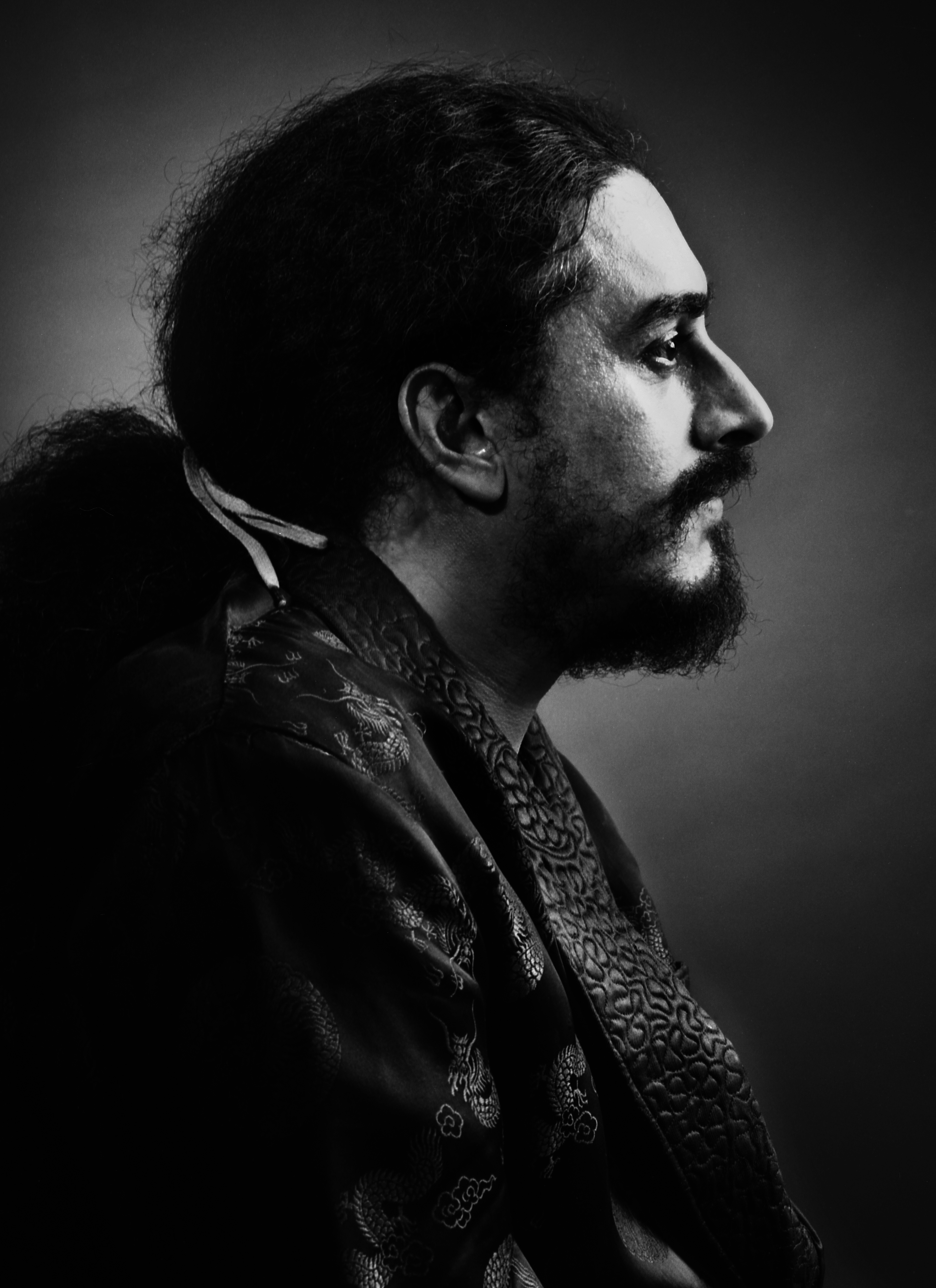
Gismonti en 1988

Egberto Amín Gismonti nació el 5 de diciembre de 1947 en Carmo, un pueblo ubicado a 196 km al noreste de Río de Janeiro (que en esa época era la capital del Brasil). Siendo Gismonti muy joven, se mudó con su familia a Nova Friburgo, 72 km al sur, donde vivió su infancia y adolescencia. Su padre era un aristócrata de origen libanés y su madre una inmigrante siciliana. Su familia contaba con una tradición musical ya que su abuelo y su tío fueron líderes de agrupaciones musicales.
Comenzó su estudio formal de música a la edad de cinco años, estudiando piano y teoría, y luego clarinete, flauta y finalmente guitarra, impulsado por la tradición musical de su familia paterna. Al mismo tiempo se interesó por la música popular, gracias a su madre quien le pedía que tocara serenatas italianas en guitarra. A la edad de ocho años comenzó a estudiar con los maestros Jacques Klein y Aurélio Silveira quienes serían sus profesores por los siguientes quince años. Además de sus estudios de música académica, Gismonti siempre se interesó por otras maneras de concebir la música. Se formó escuchando música tan dispar como la de Django Reinhardt y Jimi Hendrix.
Para él, los logros de Hendrix en la guitarra eran prueba de que el idioma de la música popular y la erudita no necesitan estar en polos opuestos.

### Profesionalismo
Siendo ya un adolescente, asistió al conservatorio de Nova Friburgo, ganándose, a los veinte años, una beca para estudiar en el conservatorio de Viena. Sin embargo rechazó la beca, ya que le interesaba profundizar en el estudio de la música popular.
En 1968, su composición O sonho, una pieza para orquesta, se presentó en el tercer Festival Internacional de la Canción (FIC), promovido por TV Record, por el grupo Os Três Morais. Esta obra, con su extraordinaria orquestación, provocó gran entusiasmo y fue grabada por dieciocho distintos artistas internacionales. Ese mismo año, viajó a París, donde estudió con la legendaria compositora y directora de orquesta Nadia Boulanger, con quien aprendió orquestación y análisis, y con el compositor Jean Barraqué, alumno de Jean Langlais y de Olivier Messiaen, con quien estudió dodecafonismo. Su encuentro con estos dos grandes íconos le sirvió para encontrar su propio lenguaje musical, mezclando la vanguardia europea, con la música brasileña, tanto popular como docta. Al finalizar su curso, Nadia Boulanger le recomnendó que volviese a Brasil, e investigase su música porque, en Europa, ya estaba casi todo hecho y en Brasil había mucho por descubrir.
Su primer LP, Egberto Gismonti, fue lanzado en 1969, a través de Elenco. Allí, cantó sus propias canciones, realizando una asociación con el compositor de Bossa Nova, Paulo Sérgio Valle. También en 1969, se presentó en el Festival de San Remo en Italia. En 1970, realizó una gira por Europa, grabando dos sencillos en Francia, un LP en Italia, uno en Brasil (Sonho 70), y un LP en Alemania (Orfeu Novo). Su canción Mercador de serpentes se presentó en el quinto Festival Internacional de la Canción de 1970. Al volver a Brasil en 1971, se radicó en Teresópolis, otra pequeña ciudad cerca de Río. Tocó en varios lugares de Brasil y su música fue incluida en las bandas sonoras de las películas Un Penúltima Donzela (Fernando Amaral, 1969), de Confissões Frei Abóbora (Brás Chediak, 1971), y en Em Família (Paulo Porto, 1971).
En 1972, grabó Agua e Vinho (en colaboración con el poeta Geraldo Carneiro) y en 1973, Egberto Gismonti y Adademia de Danças, los tres discos a través de EMI/Odeon. Este último haciendo énfasis en música puramente instrumental. Después de la grabación, el productor dijo que no tenía sentido en absoluto, recibió una nota de EMI/Odeon diciendo que, debido a las dificultades económicas de Brasil, sería el último álbum de la carrera de Gismonti, ya que se trata de un álbum fuera de cualquier categoría, con temas de 25 minutos, costoso, ya que requería modernos sintetizadores y una gran orquesta. No obstante, el disco fue galardonado con el Golden Record en Brasil.
En 1974, aceptó una invitación para tocar en un festival en Berlín, Alemania, y pidió a Hermeto Pascoal y Naná Vasconcelos reunirse con él en su presentación. Volviendo a Brasil, recibió una carta de ECM en 1975, invitándole a grabar con ellos. Al no saber cuál sería la importancia futura de esta invitación, aplazó la respuesta hasta el final de 1976, para luego aceptarla, imaginando que podría grabar con el grupo brasileño con quien tocaba por entonces: el baterista y percusionista Robertinho Silva, el bajista Luis Alves, y el saxofonista y flautista Nivaldo Ornelas. Sin embargo la dictadura militar brasileña impuso precios excesivamente altos para salir del país, por lo que finalmente viajó a grabar solo. De esta manera Gismonti viajaba a Noruega para comenzar lo que sería la explosión de su carrera internacional.

### Carrera internacional
Una vez en Noruega se reunió con Naná Vasconcelos a quien le explicó el concepto del disco. Se trataba de la historia de dos chicos vagando a través de un denso y húmedo bosque tropical, lleno de insectos y animales, manteniendo una distancia de 180 metros el uno del otro. Sabía que Vasconcelos aceptaría sin dudarlo, y lo hizo.
Su primer álbum con ECM titulado Dança das cabeças (1976), recibió variados reconocimientos internacionales, fue nominado a álbum del año por Stereo Review y recibió el premio Großer Deutscher Schallplattenpreis, a la vez que recibió contradictorias categorizaciones que reflejan la riqueza cultural de Brasil y su incomprensión: en el Reino Unido fue calificada como música pop; en los Estados Unidos, como folclore; y en Alemania, como música clásica. De cualquier manera, la vida de ambos artistas cambió: Vasconcelos se convirtió inmediatamente en un requerido artista internacional, de gira por todo el mundo, y Gismonti regresó a Brasil, decidido a la investigación de la música de los indígenas del río Amazonas.
En el corazón de la selva amazónica, en el alto Xingu, intentó ponerse en contacto con la tribu yawalapiti, tocando su flauta durante dos semanas hasta que la cabeza principal de la tribu, Sapaím, lo invitó a su hogar. Ellos compartieron el único idioma común; la música. Gismonti tuvo más de un mes de vida y de aprendizaje con ellos, bajo la condición de propagar los valores de la gente del bosque lluvioso. Para él fue una experiencia que le ayudó a vislumbrar una realidad musical más amplia que la del mundo clásico o popular. Gismonti comenta acerca de su experiencia: «En el Xingú, tuve la confirmación de que yo soy parte de una sociedad de extremos absolutos, con una tecnología extrema, una riqueza inmensa, una pobreza inmensa, tener una jungla que tiene una biodiversidad increíble con todos los indígenas brasileños que son guardianes de la Amazonia».
Sol do meio dia (1977) sería su siguiente álbum, el cual vio crecer el dúo gracias a la incorporación del saxofonista Jan Garbarek, el percusionista Collin Walcott y el guitarrista Ralph Towner. Las sesiones de grabación fueron seguidas de un tour el cual incluía a Gismonti, al Belonging Quartet y la banda Oregon. El disco significaba una profundización de los elementos indígenas en su música, además de una nueva textura sonora construida a través de saxos, percusiones, guitarras, campanas y piano. Gismonti dedicó este álbum a los indios del xingú, con quienes había vivido en la selva amazónica.
En su siguiente grabación, Solo (1978), logra expresar una comprensión pura y global de su música, un estilo propio, lleno de fineza e intimidad. El disco vendió más de 100.000 sólo en Estados Unidos, algo inesperado para no ser un género musical masivo.
Su siguiente álbum fue una grabación en trío titulada Mágico (1979), con el bajista Charlie Haden y nuevamente junto al saxofonista Jan Garbarek. El disco marca un claro desarrollo de su estilo más próximo al jazz fusión, entendido como una sutil versión del jazz contemporáneo europeo, propio del sello ECM. El mismo año el trío se fue de gira por Europa incluyendo un concierto por el Festival de Jazz de Berlín seguido de la segunda parte de disco, titulado Folk Songs (1979), el cual le daba continuidad al estilo único en su tipo.
En 1981 vendría otra gira por toda Europa luego de realizar el álbum doble Sanfona (1980), el cual está relacionado con las raíces brasileñas de su música. Cuenta con un disco en grupo y otro en solitario. En el primer registro, Gismonti se une al grupo brasileño Academia de Danças:
Mauro Senise (saxo y flautas), Zeca Assumpção (bajo) y Nené (batería y percusión), para desarrollar la veta jazzística del Brasil. En el disco en solitario, el énfasis es más decididamente en su guitarra y en la música indígena a través de la improvisación con el acordeón brasileño o sanfona. En 1984 se publicaría un nuevo disco junto a Vasconcelos titulado Duaz Voces, el cual sería un regreso a la exploración indígena, pero siempre, con un sello propio tendiendo hacia la música contemporánea.
En los discos Dança dos Escravos, Zig zag, Infancia y Música de sobreviviencia, se logra entretejer dos influencias, la música de Europa occidental y la música de Brasil.
Esto lo lleva a dar un paso más en la dirección donde la distinción entre lo docto y popular, se hace cada vez más invisible.
Sus líneas melódicas tienen una especial y singular forma de fraseo y expresividad.
En términos armónicos, Gismonti ha encontrado una forma de combinar dos culturas, como uno podría encontrar en la música de Villa-Lobos, Baden Powell o João Gilberto.
Sus ritmos son también muy frágiles y cuidadosamente construidos.
Algunas de sus composiciones han sido versionadas por el multinstrumentista argentino Pedro Aznar (Buenos Aires, 1959-) o por la pianista, cantante y compositora brasileña Delia Fischer (Río de Janeiro, 1964-).

## Estilo e influencias
Su música tiene influencias diversas:
de la música académica (como la del compositor brasileño Heitor Villa-Lobos),
de la música popular y folclórica brasileña (como las batucadas, el choro, el bossa nova, el forró, el frevo el baião o el maracatú),
del jazz (desde el bebop al jazz experimental),
de la música indígena y
del impresionismo musical (como las ideas de orquestación y armonización de Maurice Ravel).
Para poder tocar esta última música empezó a estudiar guitarra, comenzando por la guitarra clásica de 6 cuerdas.
Después ―acostumbrado a generar armonías complejas de jazz en el piano, con un uso completo de los registros agudos y bajos― se pasó a la guitarra de 8 cuerdas en 1973 y luego a la de 10 cuerdas.
Durante dos años experimentó con diferentes afinaciones y timbres (utilizando flautas indígenas, kalimbas, sho, voces, campanas, etc.
Es extremadamente experto tanto en el piano como en la guitarra.
Su obra, además de abundante (ha grabado más de 60 discos), es polivalente y multidireccionada en varios frentes, con influencias del jazz, el rock, la música de películas, el bossa nova, el samba y la erudita, principalmente del romanticismo y modernismo, además de presentar elementos de la música india, indígenas y nordestinos (del nordeste brasileño). De igual forma sabe combinar las flautas de los indios xingú, con una orquesta de cuerdas, música sintetizada y una batucada.
Ha grabado álbumes con algunos de los más grandes artistas internacionales tales como
el saxofonista noruego Jan Garbarek (1947-),
el tecladista brasileño Nando Carneiro (1953-),
el contrabajista estadounidense Charlie Haden (1937-2014),
el violonchelista brasileño Jaques Morelenbaum (1954-),
el multinstrumentista brasileño Hermeto Pascoal (1936-),
el guitarrista estadounidense Ralph Towner (1940-),
el percusionista brasileño Naná Vasconcelos (1944-2016),
el percusionista brasileño Nené,
el sitarista estadounidense Collin Walcott (1945-1984),
el flautista brasileño Mauro Senise (1950-),
el contrabajista brasileño Zeca Assumpção (1945-) e incluso con 
la Orquesta Sinfónica de Lituania.

## Discografía

### Discografía como solista o líder
- Egberto Gismonti  (1968)
- Sonho 70 (1969)
- Orfeo Novo (1970)
- Agua e Vinho (1972)
- Árvore (1973)
- Academia de Danças (1974)
- Coracões Futuristas (1976)
- Dança das Cabeças (1976)
- Sol do Meio Dia (1977)
- Carmo (1977)
- No Caipira (1978)
- Solo (1978)
- Mágico (1979)
- Folk Songs (1979)
- Circense (1980)
- Sanfona (1980)
- Em Familia (1981)
- Fantasía (1982)
- Cidade Coração (1983)
- Bandeira do Brasil (1984)
- Duaz Voces (1984)
- Live at Berlin Jazzbühne Jazz Festival (1984)
- Trem Caipira (1985)
- Alma (1986)
- Dança dos Escravos (1986)
- O Pagador de Promesas (1988)
- Feixe de Lux (1988)
- Infancia (1990)
- Amazonia (1991)
- Casa das Andorinhas (1992)
- Música de Sobrevivencia (1993)
- Brasil Musical (1993)
- Zig Zag (1995)
- Meeting Point (1997)
- In Montreal (2001)
- Antología (2003)
- Saudações (2009)
- Magico: Carta de Amor (2012, grabado en 1981)

- Datos: Q746182
- Multimedia: Egberto Gismonti / Q746182